# Кимерсбрук
Кимерсбрук (њем. Kümmersbruck) општина је у њемачкој савезној држави Баварска. Једно је од 27 општинских средишта округа Амберг-Зулцбах. Према процјени из 2010. у општини је живјело 10.033 становника. Посједује регионалну шифру (AGS) 9371136.

## Географски и демографски подаци
Кимерсбрук се налази у савезној држави Баварска у округу Амберг-Зулцбах. Општина се налази на надморској висини од 370–490 метара. Површина општине износи 46,4 km². У самом мјесту је, према процјени из 2010. године, живјело 10.033 становника. Просјечна густина становништва износи 216 становника/km².

## Међународна сарадња
| Мјесто | Држава | Врста сарадње | Од    |
| ------ | ------ | ------------- | ----- |
|        | Чешка  | партнерство   | 1992. |
| Извор  |        |               |       |